# Grupo de Acción Rápida
Pour les articles homonymes, voir GAR.
Le GAR (Groupe d'Action Rapide) est un des composants de l'UAR (Unité d'Action Rurale) de la Garde civile espagnole. C'est aussi l'acronyme de l'ex Groupe Antiterroriste Rural, remplacé en 1998 par l'UAR.

## Histoire
En juin 1982, devant la nécessité de disposer d'une unité spécialement préparée pour la lutte anti-terroriste, on crée le Groupe Antiterroriste Rural.
En 1997, on change le nom par Grupo de Acción Rural (Groupe d'Action Rurale), étant toutefois maintenu comme une unité spécialisée dans la lutte contre des terroristes et des opérations à haut risque.
En 1998, le Groupe d'Action Rurale s'appellera Unidad de Acción Rural (Unité d'Action Rurale), et il est composé d'un organe du quartier général, d'un Centro de Instrucción (Centre d'Instruction) et des Adiestramientos Especiales (Entrainements des troupes Spéciales) (CIAE.), et du Grupo de Acción Rápida (Groupe d'Action Rapide) établissant son siège à Logroño (La Rioja).

## Affectations
Les missions principales de l'UAR sont la lutte anti-terroriste et les opérations à haut risque qui ont besoin d'une réponse rapide.
Il a aussi parmi ses affectations la formation du personnel pour ces missions.
Ils ont pris part dans le dispositif de sécurité du mariage du Prince des Asturies,.
Entre 1981 et 2004, le GAR et l'UAR ont arrêté 341 personnes présumés liées avec l'ETA et son entourage. Ils ont effectué 270 fouilles et ont localisé une grotte utilisée par ETA pour effectuer des entrainements de tir à Urnieta (Guipuscoa). Il a aussi localisé plusieurs boîtes aux lettres d'ETA (buzón) et a saisi des explosifs, de l'armement et de la documentation en rapport avec la bande.
En 1997 il prend part à la libération de José Antonio Ortega Lara,.

## Armement
Parmi l'armement spécial de cette unité on trouve le blindé BLR, dotés de mitrailleuses MG3, mitrailleuses Ameli, Lance-roquettes C-90 et mortiers ECIA de 60mm.

## Pertes occasionnées
- En des confrontations avec des terroristes 2 Gardes Civils ont été blessés, un d'eux grave, et 10 terroristes présumés sont décédés[6].

- Ayant subi divers attentats dans lesquels sont tombées 5 de leurs membres, feront 30 blessés[7].